# جمع (سلوك)

الجمع عند أهل الحقيقة إشارة إلى حق بلا خلق، وقيل مشاهدة العبودية، وقيل الفرق ما نسب إليك، والجمع ما سلب عنك، ومعناه أن ما يكون كسبا للعبد من إقامة وظائف العبودية وما يليق بأحوال البشرية فهو فرق، وما يكون من قبل الحق من إبداء معان وابتداء لطائف وإحسان فهو جمع، ولا بد للعبد منهما، ومن لا تفرقة له لا عبودية له، ومن لا جمع له لا معرفة له، فقول العبد {إِيَّاكَ نَعْبُد} إثبات للتفرقة بأثبات العبودية، وقوله {وَإِيَّاكَ نَسْتَعِين} طلب للجمع، فالتفرقة بداية الإرادة والجمع نهايتها.

وهو عند الصوفية هو إزالة الشعث والتفرقة بين القدم والحدث لأنّه لما انجذب بصيرة الروح إلى مشاهدة جمال الذات استتر نور العقل الفارق بين الأشياء في غلبة نور الذات القديمة، وارتفع التمييز بين القدم والحدث لزهوق الباطل عند مجيء الحقّ، وتسمّى هذه الحالة جمعا. ثم إذا أسبل حجاب العزّة على وجه الذات وعاد الروح إلى عالم الخلق وظهر نور العقل لبعد الروح عن الذات وعاد التمييز بين الحدث والقدم تسمّى هذه الحالة تفرقة.